# آآ بامبا
آآ بامبا (نام علمی: Aa riobambae) نام یک گونه از سرده آآ است.